# Tassili n'Ajjer
Il Tassili n'Ajjer, che in berbero significa "Altopiano (Tassili) dei tuareg Kel Ajjer", è un massiccio montuoso del deserto del Sahara, situato nel sud est dell'Algeria presso il confine con la Libia (distretto di Ghat). Si estende per circa 500 chilometri in direzione nord-ovest sud-est ed il suo punto più elevato è il monte Afao, alto 2.158 m. La città più vicina è Djanet, a circa 10 chilometri a sud ovest del massiccio.
Gran parte della catena montuosa, compresi i cipressi e i siti archeologici, è protetta: fa parte di un Parco nazionale ed è considerata Riserva della biosfera. Il sito è inserito nell'elenco dei Patrimoni dell'umanità dell'UNESCO.

## Geologia
La catena montuosa è composta in gran parte di arenaria. L'erosione dell'area ha fatto sì che si formassero circa 300 archi di roccia, oltre a numerose altre formazioni rocciose.

## Ecologia
Grazie all'altitudine e alle proprietà dell'arenaria, la vegetazione è molto ricca, al contrario del deserto circostante. Nella metà orientale e più alta della catena la varietà di flora è vastissima; spiccano le specie endemiche e rarissime del cipresso del Sahara e del mirto sahariano.
Tassili n'Ajjer appartiene all'ecoregione del Sahara occidentale, dove millenni fa scorrevano numerosi fiumi, a testimonianza di un'epoca (il periodo umido africano) in cui il clima era molto diverso da quello attuale.

## Arte preistorica
Il Tassili n'Ajjer è noto anche per l'arte rupestre di epoca preistorica che vengono datate tra 9 000 e 10 000 anni fa e per altri antichi siti archeologici di epoca neolitica, quando in questa regione il clima era più umido e al posto del deserto vi era la savana.
Sono state finora identificate circa 15.000 tra pitture e incisioni rupestri che raffigurano mandrie di bestiame, grandi animali selvaggi tra cui elefanti, giraffe e coccodrilli, attività umane come caccia e danza.

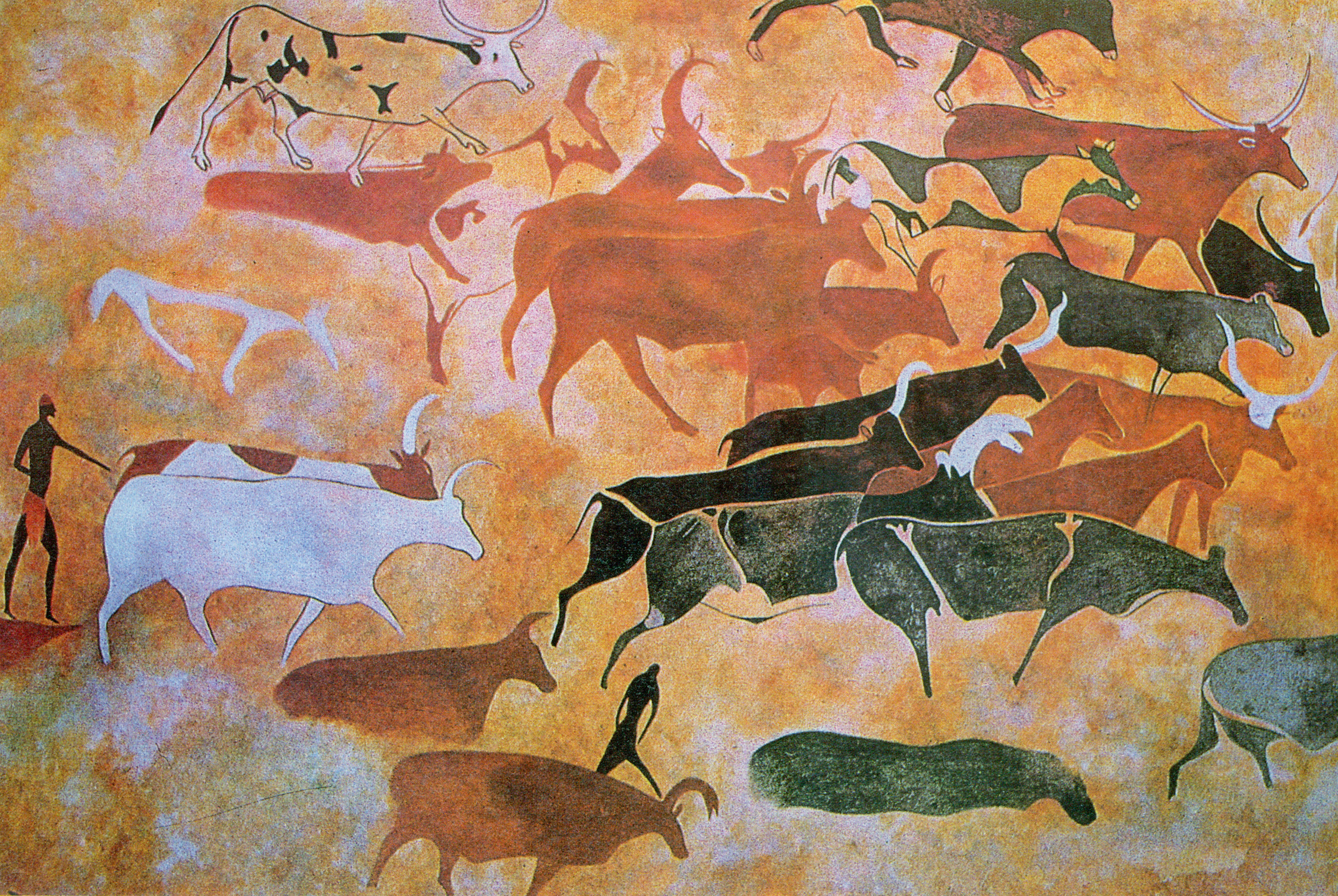
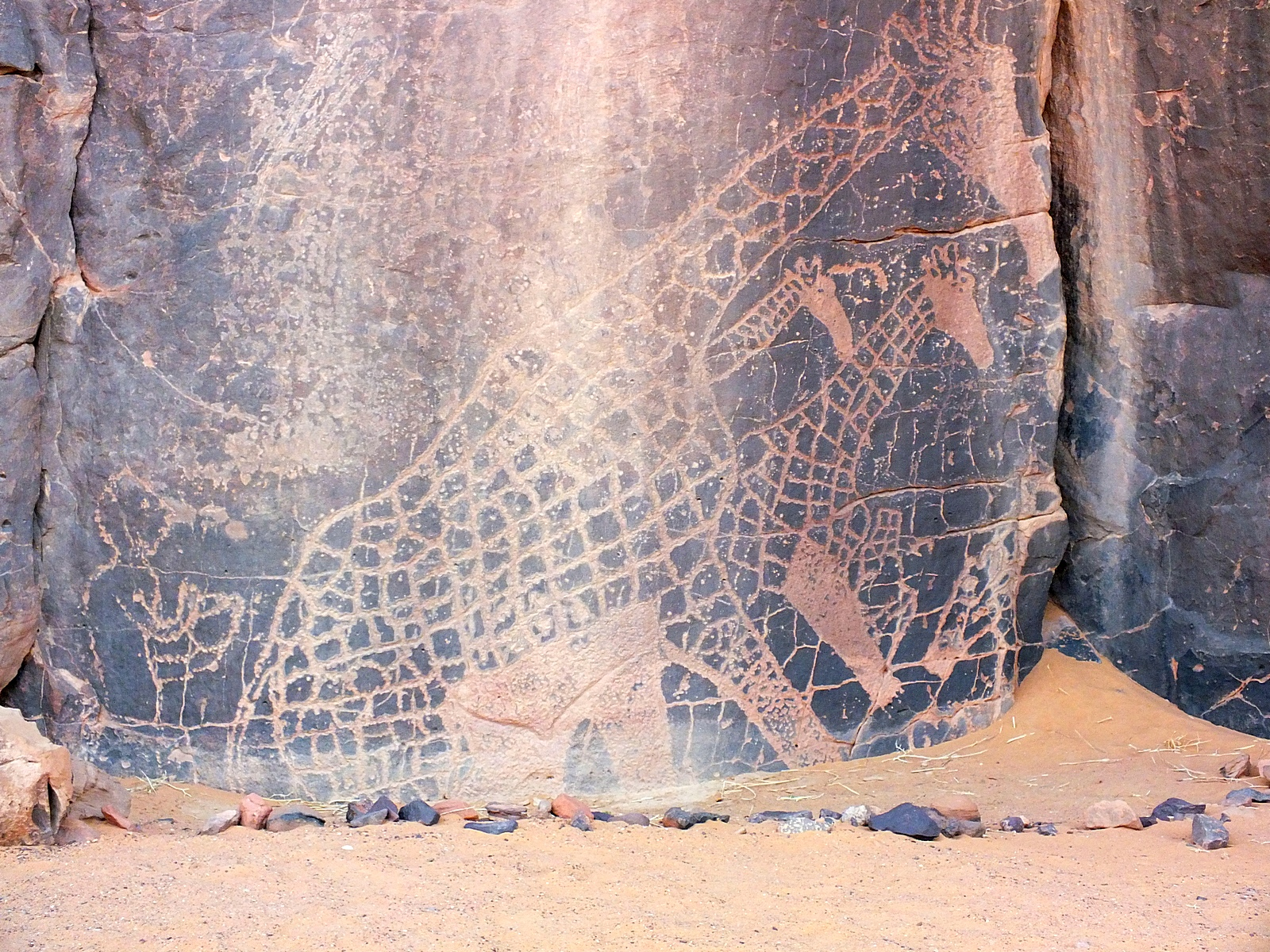
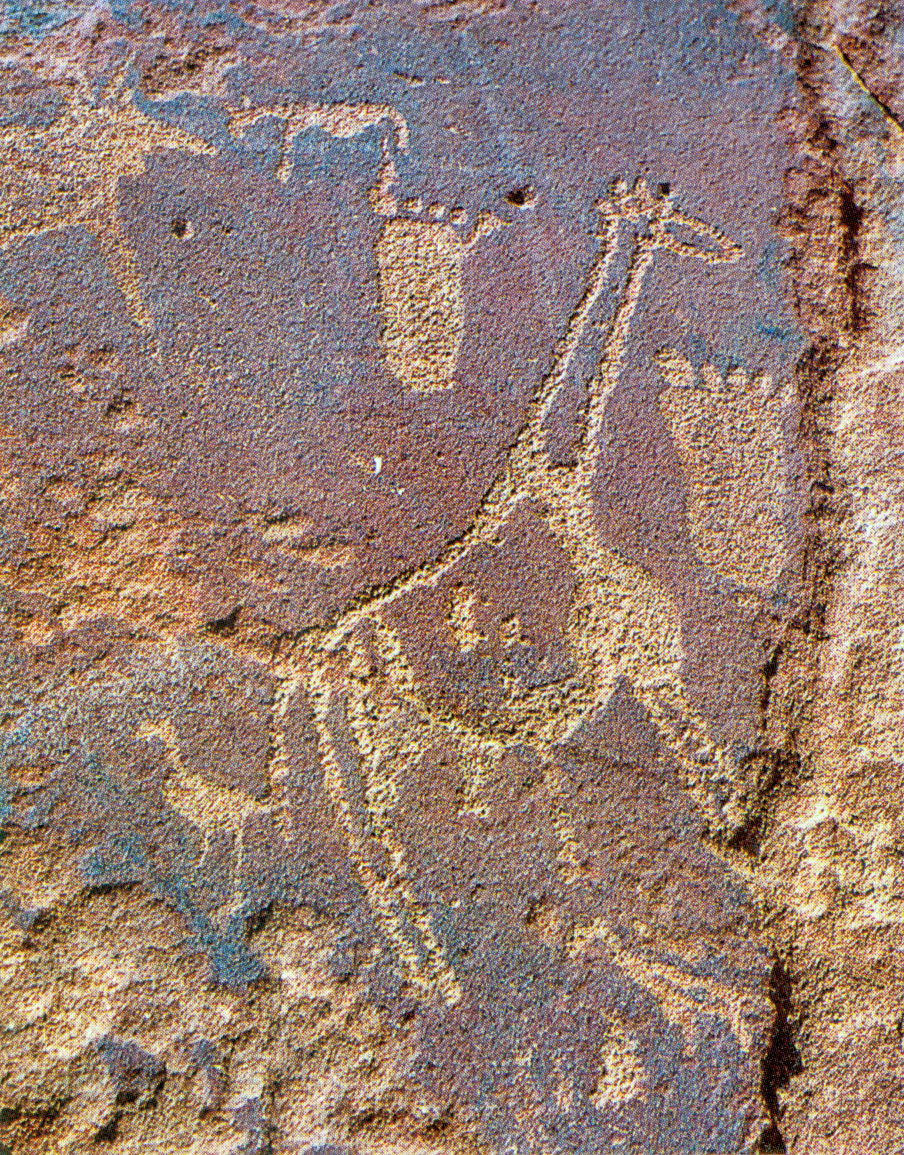
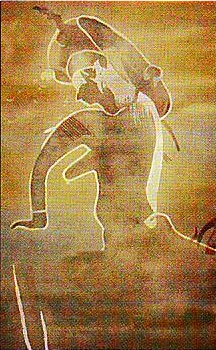
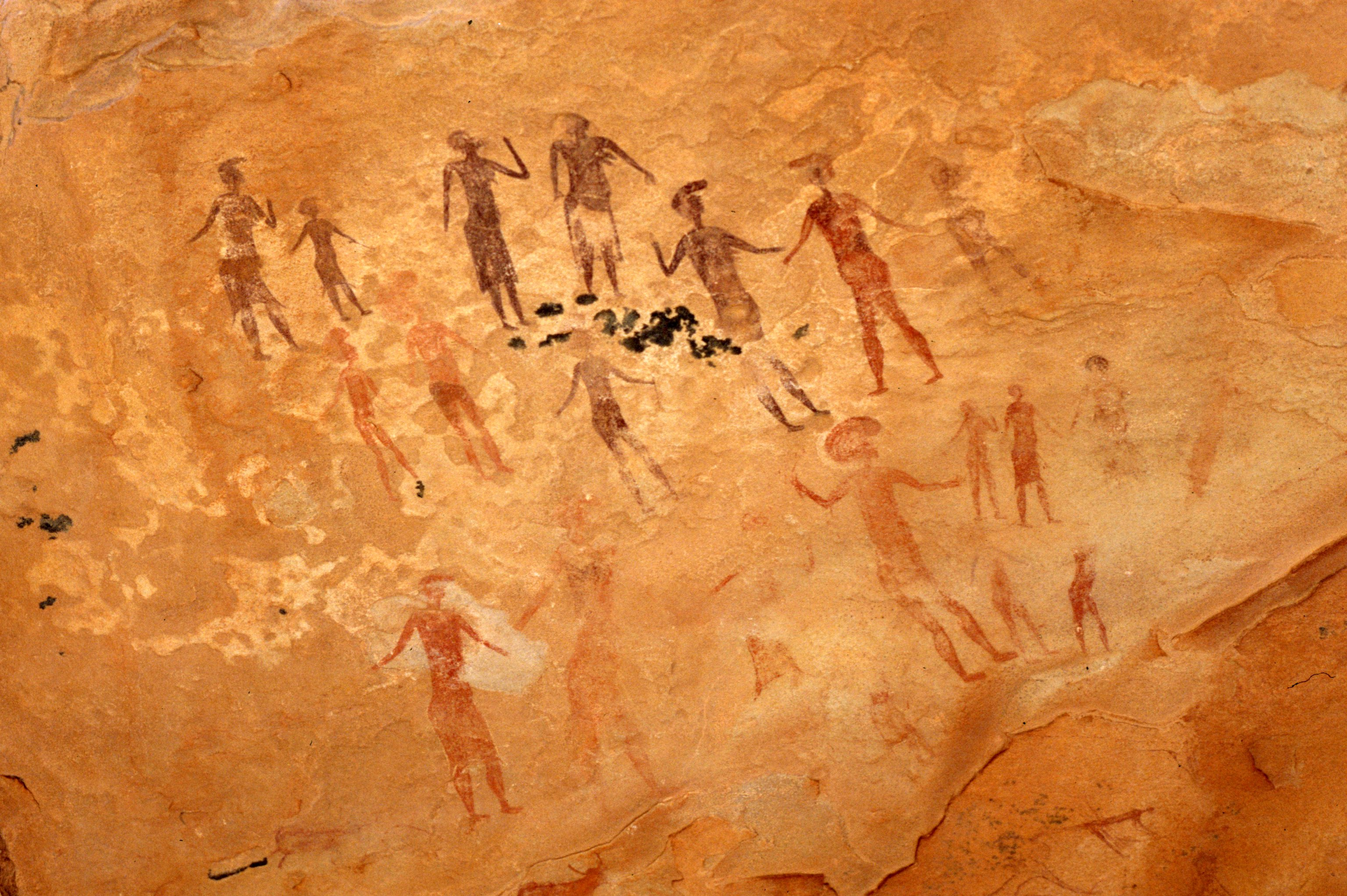
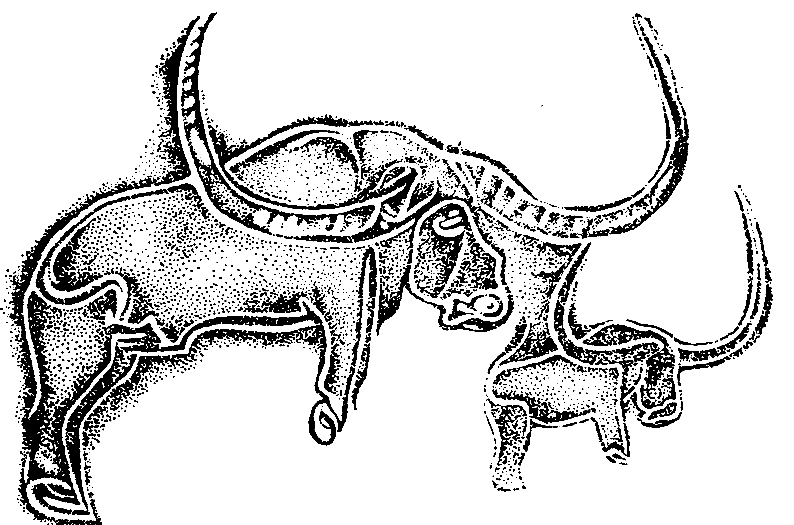
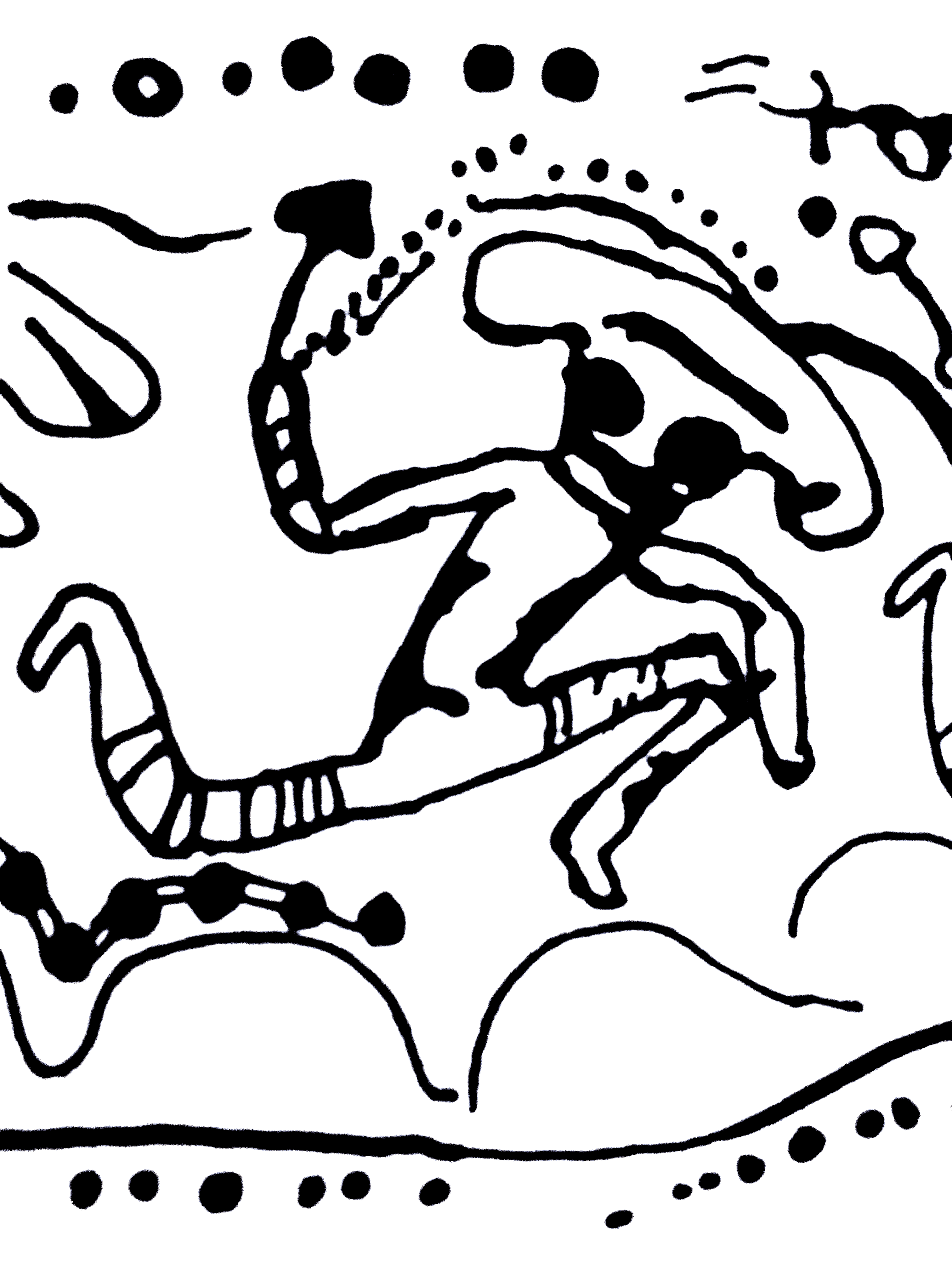
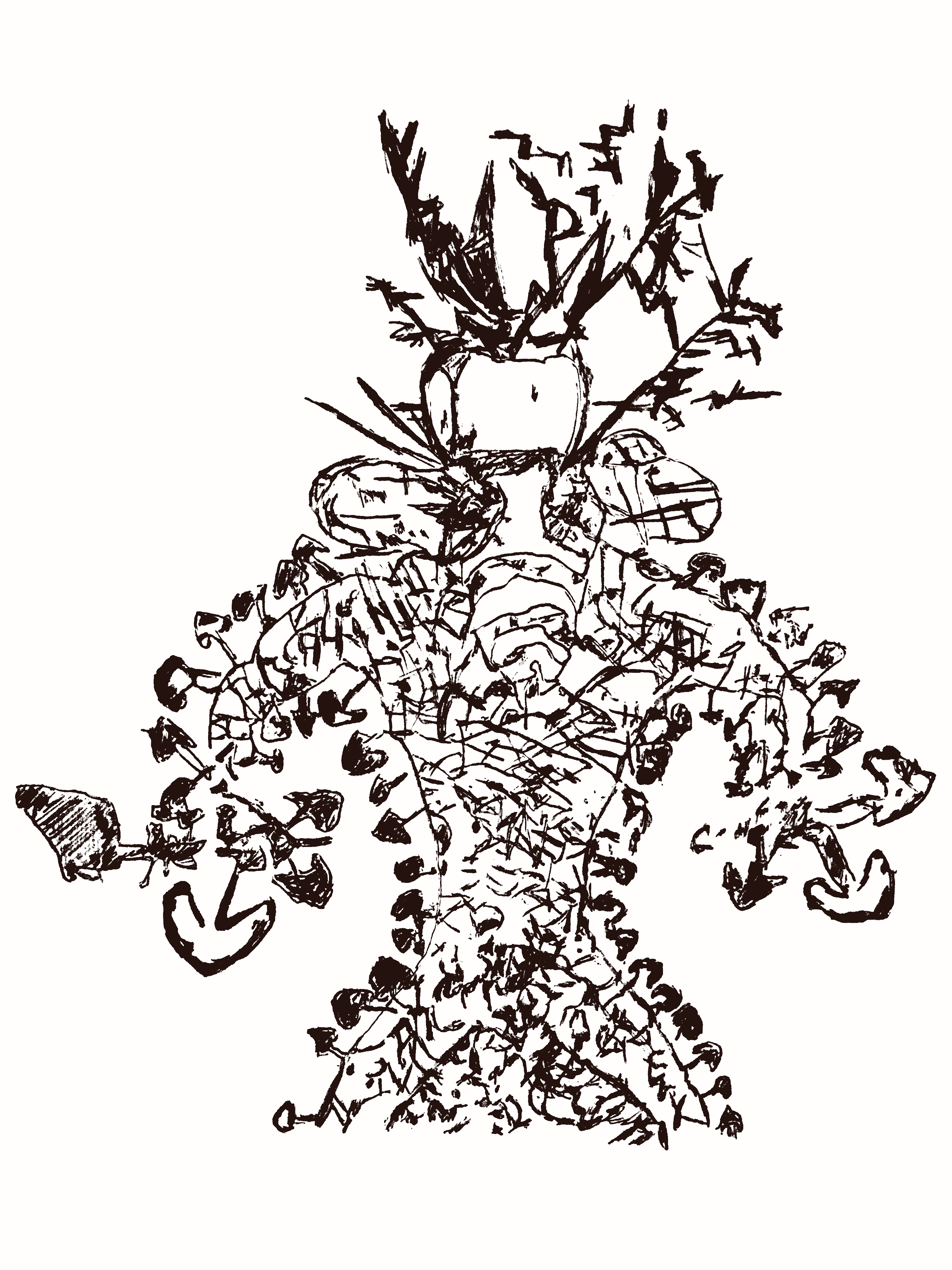
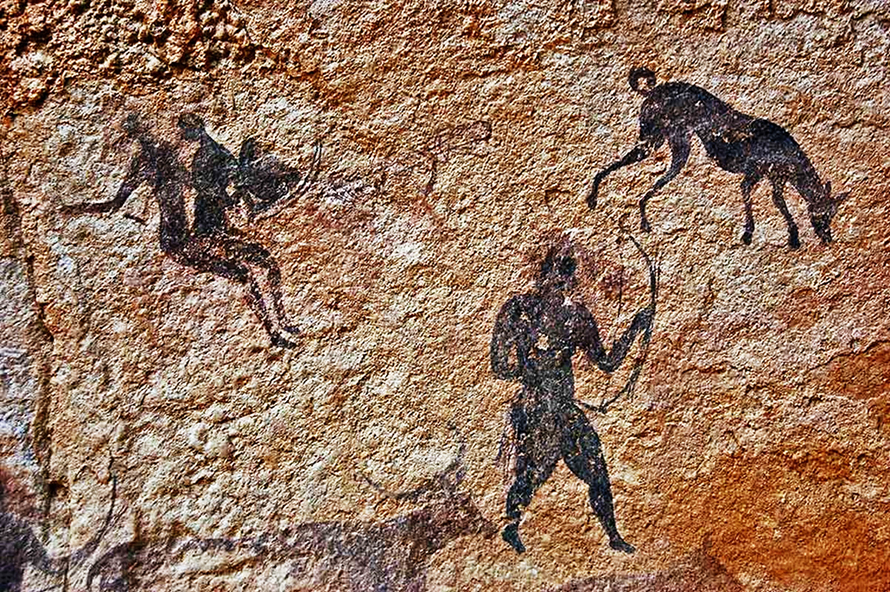